# Karamanlides
Pour les articles homonymes, voir Karamanli (homonymie).

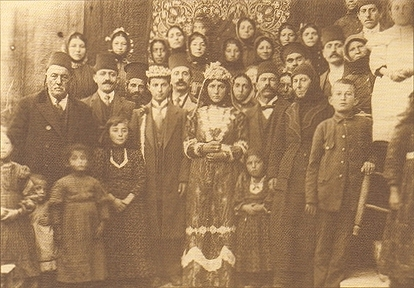
Cérémonie de mariage de Karamanlides à Malakopi (Cappadoce, act. Derinkuyu) vers 1910

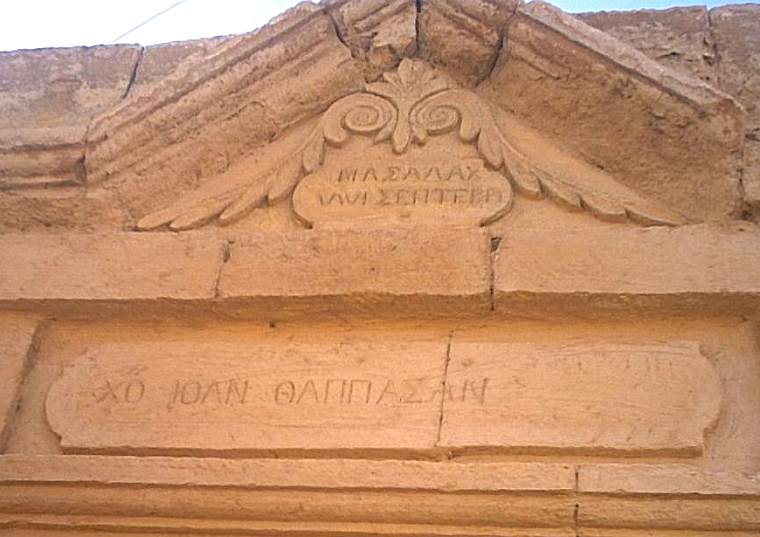
Fronton d'une maison karamanlide à Incesu, province de Kayseri

Les Karamanlides sont des turkmènes de confession orthodoxe de Cappadoce qui parlent le karamanli (en grec moderne : Καραμανλήδικα, turc : karamanlıca), un parler turc qu'ils écrivent en caractères grecs. D'autres orthodoxes de la région pratiquent un dialecte grec influencé par le turc, le cappadocien. Turcophones orthodoxes, les Karamanlides sont l'équivalent anatolien des Gagaouzes danubiens, des Ouroums de la mer d'Azov et de Géorgie, et des Tchouvaches de la Volga[Selon qui ?].

## Histoire
Comme le reste des populations d'Anatolie, ces chrétiens sont probablement issus de communautés antiques christianisées à l'époque byzantine et ayant adopté la langue turque, ou peut-être de mercenaires turcophones de l'Empire byzantin, Seldjoukides et initialement chamanistes, christianisés.
Le fondateur et premier patriarche de l'Église orthodoxe turque, Papa Euthymios (παπα-Ευθύμιος) ou Baba Eftim Karahissaridès (ou Zeki Erenerol), généralement présenté comme un pope karamanlı, est originaire de Kayseri, en Cappadoce. La création de ce patriarcat en 1922 répond à deux aspirations : celle de chrétiens orthodoxes d'Anatolie qui pensaient ainsi échapper, en tant que Turcs ou turcophones, à l'expulsion collective vers la Grèce décrétée par le Traité de Lausanne en 1923, et celle du gouvernement turc qui disposait ainsi d'un interlocuteur alternatif au patriarche œcuménique, soupçonné de parti-pris pour Athènes pendant la guerre gréco-turque.
La plupart des Karamanlides n'ont pas eu confiance dans la stratégie de Baba Eftim car lors du recensement grec de 1928, il y avait en Grèce 103 642 chrétiens orthodoxes turcophones réfugiés d'Asie mineure, dont une moitié de Karamanlides. Les 193 premières éditions du quotidien Panrosfygiki, dont les lecteurs étaient principalement les réfugiés micrasiates, sont publiées en turc karamanli. Il y avait en outre 240 695 réfugiés pontiques en provenance d'Anatolie, mais aussi du Caucase et de Russie soviétique.
En 1991, lors de la chute des régimes communistes en Europe et de la dislocation de l'URSS, le gouvernement turc, afin d'étoffer l'Église orthodoxe turque qui n'avait plus qu'une cinquantaine de fidèles, tous à Istanbul, a proposé aux 220 000 Gagaouzes de Bulgarie et de l'ex-URSS s'y rattacher, mais leur leader Stepan Topal ayant des engagements envers la Russie, et les Gagaouzes craignant d'être accusés de panturquisme, le clergé gagaouze resta fidèle aux patriarcats orthodoxes Russe et Bulgare. En conséquence, la quasi-totalité des descendants des Karamanlides, passés au grec, vivent aujourd'hui en Grèce ou dans la diaspora.